# Leah Kate
Leah Kate, właśc. Leah Kalmenson (ur. 9 września 1992 w Los Angeles) – amerykańska piosenkarka.

## Życie prywatne
Leah Kate urodziła się i wychowała w Los Angeles w Kalifornii, a jej rodzina była właścicielem stacji radiowej. Kate zdradziła, że przez jakiś czas mieszkała w Nowym Jorku, by spełniać swoje marzenia. Jej rodzina chciała, aby znalazła pracę, jednak kontynuowała karierę muzyczną.

## Dyskografia
Albumy studyjne
- 2019: Impulse
- 2011: What Just Happened?
- 2022: Alive and Unwell

Single
- 2018 „Lady by the Sea”
- 2018 „Have to Forget”
- 2019 „WTF?”
- 2019 „Left With a Broken Heart”
- 2019 „So Good”
- 2019 „Do What I Wanna Do”
- 2019 „Visions”
- 2020 „Bad Idea”
- 2020 „Fuck Up the Friendship”
- 2020 „Used to This”
- 2020 „Grave”
- 2021 „Boyfriend”
- 2021 „Boy Next Door”
- 2021 „Calabasas”
- 2021 „Veronica”
- 2021 „Shit Show”
- 2021 „F U Anthem”
- 2022 „Dear Denny”
- 2022 „10 Things I Hate About You”
- 2022 „Twinkle Twinkle Little Bitch”
- 2022 „Life Sux”
- 2022 „Monster”
- 2022 „Hot All the Time”
- 2023 „Don’t Call Me”
- 2023 „Happy”
- 2023 „Super Over”
- 2023 „Space”
- 2023 „Get In Loser”
- 2023 „Bored”
- 2023 „Unbreakup”
- 2023 „Brainwash”